# Tarik Saleh
Tarik Saleh (en árabe: طارق صالح‎:  صالح; 28 de enero de 1972) es un director de cine y productor de televisión sueco de origen egipcio. Editor, periodista y director de cine, los trabajos de Saleh en Suecia destacan desde principios de la década de 1990. Ha sido uno de los artistas de grafiti más destacados de Suecia. También ha trabajado como presentador de televisión para Sveriges Television y es uno de los fundadores de la productora Atmo. Su trabajo a menudo contiene técnicas como montajes, gráficos de corte y caras con sincronización de labios manipulada.

## Biografía
Tarik Saleh nació en Estocolmo en 1972. Empezó como un artista de grafiti, ganando una reputación considerable en el medio con el seudónimo Circle and Tarik. El fresco Fascinate, realizado en 1989, es uno de los grafiti más antiguos del mundo. Este grafiti fue el primero en ser protegido por el Estado de Suecia y reconocido como patrimonio cultural.

## Trayectoria
Su trabajo como director artístico le lleva a poner en marcha la revista documental Alive in Cairo, Egypt 1995. Unos años más tarde, publicó la revista Atlas. En 2001, él y su codirector Erik Gandini producen Sacrificio - ¿Quién traicionó al Che Guevara?. Este documental plantea preguntas acerca de la muerte del Che Guevara y suscita controversia y debate a nivel internacional.
En 2005, siempre de la mano de Erik Gandini, que produce Gitmo: The New Rules of War, documental sobre los campos de detención de Guantánamo. La película ganó numerosos premios en EE. UU. y Europa.
En 2009, dirigió su primer largometraje, la película de animación Metropia, las principales voces son proporcionadas por actores como Vincent Gallo, Juliette Lewis, Alexander Skarsgård, Stellan Skarsgård y Udo Kier. La película abrió la Semana de la Crítica en el Festival de Cine de Venecia de 2009. Se selecciona entonces para 65 festivales de cine, incluyendo el Festival de Cine de Tribeca y Londres, y ganó numerosos premios, incluyendo los festivales de Miami y Seattle.
En 2017, aparece la película The Nile Hilton Incident, un filme coproducido por empresas de Suecia, Alemania y Dinamarca y que obtuvo un resultado brillante en el Festival de Cine de Sundance.

## Filmografía
- Sadness is a Blessing: Lykke Li (2011)
- I Follow Rivers: Lykke Li (2011)
- Sacrificio: quién traicionó al Che Guevara? (2001)  con Erik Gandini
- Gitmo - Las nuevas reglas de la guerra (2005) con Erik Gandini
- Metropia (2009)
- Tommy (2014)[2]
- [No Rest For The Wicked]]; videoclip de la canción de Lykke Li (2014)
- The Nile Hilton Incident (2017)
- Westworld (serie de televisión; temporada 2, episodio 6: "Phase Space") (2018)
- Conspiración en El Cairo (2022)